# ۵۱۵ (میلادی)
۵۱۵ (میلادی) پانصد  و پانزدهمین سال تقویم میلادی است.

## درگذشتگان
‎